# O・TO・GI 〜御伽〜
『O・TO・GI ～御伽～』（おとぎ,海外名称：Otogi: Myth of Demons）は、フロム・ソフトウェアから2002年12月12日に定価6800円（税別）で発売されたXbox向け和風アクションゲーム。
実在の平安時代の武将である源頼光を主人公の原型にしており、ゲーム中には酒呑童子も登場する。2004年9月2日にプラチナコレクションが定価2800円（税別）で発売された。
同メーカーより2003年12月25日発売の『O・TO・GI 〜百鬼討伐絵巻〜』は続編である。

## 破壊
「超破壊の創造美」というコピーが商品パッケージ裏に大きくある。そのコピーの通り、単純に敵を攻撃するという以外に、ステージ中のさまざまなオブジェクトに武器をふるい破壊できるというのが本作の大きな特徴。ステージをクリアしセーブするとその破壊の度合いも保存され、一度クリアしたステージを再度プレイする際は前回の破壊状況を継続してプレイできる。ただしステージのクリア条件に関わるような一部のオブジェクトは復活する。

## キャラクター
ライコウ
主人公。年齢は二十代半ば、説明書の表記では源頼光。ゲーム中では一貫してライコウとのみ呼ばれる。自然には死ぬ者のない結界の中の世界で、朝廷の命ずるまま多くの者に「死」を作りだし与えてきた一族の出身にして一族最高の能力を有する。
だが本人はその事を恥じ自らを穢れていると感じ普通の人間として生まれたかったと思っており、ある時自らの父に死を与える任を受けた際にそれを拒否、出奔し山奥へ身を隠し、朝廷から送られた追っ手を倒す日々を送っていた。
その後朝廷の刺客を倒している時に結界の崩壊に遭遇、その際に死にかけるがヨモツヒラサカノヒメの力によりかりそめの命を与えられその力で不死の妖鬼を倒す事で一族すべての穢れた罪を許される事を条件に妖鬼討伐へ赴く。
ヨモツヒラサカノヒメ
説明書の表記では黄泉津比良坂姫。目的も素顔も謎の人物。結界の崩壊時に死にかけたライコウを生と死の狭間に留め、妖鬼の討伐を命じる。
一部の妖鬼の発言などからかつてはミチザネと共にある存在であった事が伺われるが、袂を別った理由等詳しい情報は不明。
酒呑童子
紅い髪をなびかせて立つ鬼の王。属性は朱雀、武器は独特な形状の神鉄によって作られた打棍で他に自身の属性に準じた火の術を操る。
自由を重んじる性格でそれ故かゲーム内では最初封印された状態で出現、とある事情でその場所に立ち寄ったライコウが意図せずその封印を解いてしまった為復活しその後自身の自由をさらに求める為にその力の「源」を持つライコウの前に立ちはだかる事となる。
ミチザネ
最後の敵。千年を生き続ける古の巫術士。星の力を秘めるという長刀『七星剣』をたずさえ、地を割るほどの強力な巫術を操る。かつては朝廷に手をかしたがその事を悔いている。
このミチザネを倒せばエンディングとなるが、倒し方によって迎える結末は変わる（ただし一周目のみ）。

## システム
武器
ゲーム中では祭器と呼ばれる。ライコウは初期装備である「奉魂の剣」の他に、ゲーム中で様々な祭器を手に入れ使用できる。大別すると「剣」、「大剣」、「棍・杖」、「二刀流」の四系統があり、総数は30を超え、またパラメータ補正や特殊効果も多種多様である。フロム・ソフトウェアのシンボル的な武器である「ムーンライトソード」も存在している。
全ての祭器に小攻撃と大攻撃がある。祭器は使用する毎に徐々に霊力（攻撃力等のパラメーター値）が落ちていく（他のゲームで言う所の武装耐久値の表現）が、死鏡之祠（ショップに相当）で「禍魂」（＝まがつたま。このゲームにおけるお金）を支払い回復してもらえる。
属性
四神をベースに五行の概念（相生相克の一部）を加えた形であり（例、朱雀→火・白虎→雷）また全てを受け付けない属性として五竜から黄竜を採用（説明書の属性図では四神を周りに配した中心の位置）している。
巫術
いわゆる魔法にあたるもので、霊符を装備する事で使用可能になる。蒼龍属性の「蒼龍」、朱雀属性の「鳳凰」、白虎属性の「鵺」、玄武属性の「胡蝶」の四系統があり、その各系統に壱之式、弐之式、参之式の段階がある。
巫術は巫力を消費して放ち、ボタンを押し続けて術を溜め、威力をさらに段階的に強化できる。ただし、術溜めの最中に他の行動（空中での落下速度は下がる）は移動も含めて一切が不可能。区別として溜めて強化した巫術を大巫術、強化しないものを小巫術と呼ぶ。装備メニュー画面で十二種の霊符の中から一つだけを装備でき、ステージの最中での術の変更はできない。また装備した霊符に合わせてライコウ本人の守備属性が変化、霊符に対応した各種パラメータが一つ（参之式では二つ）強化される。一部の装備品を装着している時は術のみが使用不能となる。
ダッシュ攻撃
ダッシュボタンと攻撃ボタンを組み合わせた攻撃で、小攻撃ボタンとの組み合わせで空中へ攻撃しながら垂直に上昇する「斬り上げ」と大攻撃ボタンの組み合わせで祭器に合わせてモーションが変化する「ダッシュ攻撃」が存在する。巫力の無い時と攻撃手段が制限される祭器を装備している時は使用不可。
コンボ
祭器での小攻撃からは同じ小攻撃（四段まで）、終段となる大攻撃と巫術の三種類の行動に移行できる。二段目以降に出した武器攻撃は単発で出した時とモーションが異なり、普通だと空中では『地面まで一気に垂直落下する斬り下ろし』になる剣の大攻撃が落下しないものになるのは、落下による一発死のあるこのゲームでは非常に重要。
また、最後の四段目で巫術を出した場合は自動的に大巫術（威力は溜めた場合の一段階目に相当）になる。この大巫術には通常の長い溜め時間が無く、祭器攻撃から間をおかず放たれるためライコウにとって非常に強力な武器となる。
体力
ゲーム中、ライコウの体力量は「生命珠」（＝せいめいじゅ）という緑色の珠で表される。最初は二つだが「修羅命」（＝しゅらだま）というアイテムをとる事で最大で八つまで増えていく。ライコウが攻撃を受けて傷つくと、この珠の中のゲージが減る。減ったゲージは攻撃を受けず巫力がある状態ならば時間の経過で自動的に回復するが、大きなダメージを受けてゲージが尽きると珠そのものが砕けてしまう。砕けた玉はアイテムでしか回復させられず、全ての珠が砕けるとそのステージはミスとなる。
これは「残機・ライフ併用制」（※これについては残機の項目を参照）と同じシステムに思えるが、余りに強烈な攻撃を受けた時には一撃で複数の生命珠が砕けてしまう（落下などでは一度に全ての生命珠が砕ける）という点で異なっている。
珠の表示は小さく、中のゲージの具合は戦闘アクションをこなしながらではとっさには見極めにくい。続編ではシステムとしては同じながらも表示の形が改められた。
巫力
紫のゲージで表される。時間の経過や巫術の使用等で減少（一定深度以上の水面上では水面に立つ為に消耗値が上がりジャンプ力も下がる）し、敵を倒したりアイテムを取ったりする事で回復する。
巫力が尽きると、巫術やダッシュが使えなくなる上に体力が減少を始め、さらに水上で行動するステージでは水面に立っていられなくなる（沈んでしまった扱いとなりミスになる）。つまりはこのゲージの残量が実質的な残り時間であり、あまりモタモタしたプレイはできなくなっている。
状態異常
体が燃える事で持続的にダメージが与えられる「赤炎・青炎・黒炎」（それぞれ右に行く毎にダメージが増加）、巫力の減少値が上がる「霜」、攻撃力・防御力・ジャンプ力が半減する「呪縛」、巫術・ダッシュ攻撃が使用不可になる「沈黙」がある。
それぞれ敵の攻撃を受ける等して一定確率で発生し、一定時間で元の状態へ復帰（炎系の状態異常のみ水に浸かる事での即時回復も可能）できるが装備によって発生確率・回復に要する時間は増減する。
アイテム
装備品の「祭器」・「霊符」・「呪具」の他、フィールドアイテムとして生命珠を一つ回復する「仙露」、巫力を一定量回復する「九曜石」、状態異常を即座に回復する「龍眼石」、巫力の減りを一定時間停止させる「朱雀天草」、攻撃力を一定時間増加させる「白金牙」、防御力を一定時間増加させる「甲骸」がある。装備品は死鏡之祠にて売買が可能である。
形代（＝かたしろ）
全部で29ステージある中の1～26、及び28ステージに、いくつかずつ封印されていて、それぞれ特定のオブジェクトを破壊する事で解放できる。
ポーズ画面などに「形代救済率」というパラメータがあり、ステージごとの解放の度合いをパーセンテージで確認できるが、具体的にあといくつ残っているかという形では表示されない。一度にまとめて解放できなくても再修祓（＝クリア済みステージの再プレイ）を繰り返し少しずつでも解放すれば最後には100％になる。なお、もとから形代が封印されていない27、及び29ステージでは最初から100％になっている。
ゲーム中の封印されている全ての形代を解放する事がムーンライトソードの入手条件である。当然入手は最終ステージ到達の後となる。

## 二周目
クリア状態のデータがセーブされた本体ではゲーム開始画面に「再臨」の文字が増え、ライコウのレベル、生命珠の数、入手したアイテムなどはそのままに二周目のプレイを開始できるようになる。
敵
二周目の敵は一周目と比べて攻撃力、耐久力共にアップしている。
エンディング
一周目ではラスボスであるミチザネの倒し方で二種類に分岐するエンディングだが、二周目では一種類のみになる。
見るのが困難だった方のエンディングのみになるのだが、一周目のデータに上書きで二周目を開始してしまうともう片方のエンディングは絶対見られなくなるので注意が必要。

## 関連作品
- 『キングスフィールド』シリーズ - 武器ムーンライトソードが本来登場するのがこの作品。
- 『METAL WOLF CHAOS』 - 巫術蒼龍が（兵器に形を変えて）主人公用の武器として登場している。（※ メーカーはともにフロム・ソフトウェア）